# 2018년 북미정상회담
2018년 북미정상회담(北美頂上會談, 영어: 2018 North Korea–United States summit), 조미수뇌상봉(朝米首腦相逢)은 2018년 조선민주주의인민공화국의 김정은 국무위원장이 대한민국의 정의용 국가안보실장을 통해 미국의 대통령 도널드 트럼프에게 전달한 회담 제의를 도널드 트럼프 미국의 대통령이 수락하여, 2018년 6월 12일 싱가포르에서 열린 미국과 조선민주주의인민공화국 간의 정상회담이다.
개최 전 도널드 트럼프는 5월 24일 조선민주주의인민공화국 측의 극도의 분노와 적대심 때문에 회담을 취소한다고 밝혔다가 5월 26일에는 다시 예정된 날짜에 회담을 열 수도 있다고 발언하기도 하였다. 2018년 6월 12일 현지 시간 오전 9시 싱가포르 카펠라 호텔에서 역사상 최초로 북미 정상 간 정상회담이 이루어졌다.

## 진행 과정
2018년 3월 5일, 대한민국의 특별 사절단은 판문점에서 역대 3번째 남북 정상회담을 2018년 4월 27일에 갖는 것으로 합의하였다.
남으로 돌아온 정의용 국가안보실장 및 서훈 국정원장은 3월 8일 미국으로 가서 트럼프 대통령에게 2018년 4월 남북정상회담 일정을 보고하고, 김정은의 초청장을 트럼프 대통령에게 전달하였다. 트럼프 대통령은 초청장을 받고 정의용 국가안보실장을 통해서 제반 상황을 듣고 약 1시간 정도 이후에 북미 정상회담을 갖기로 답변을 하였으며, 정의용 실장이 백악관에서 직접 북미 정상회담이 2018년 5월달 안에 개최되기를 희망한다고 공식적으로 발표하였다.

## 개최 장소

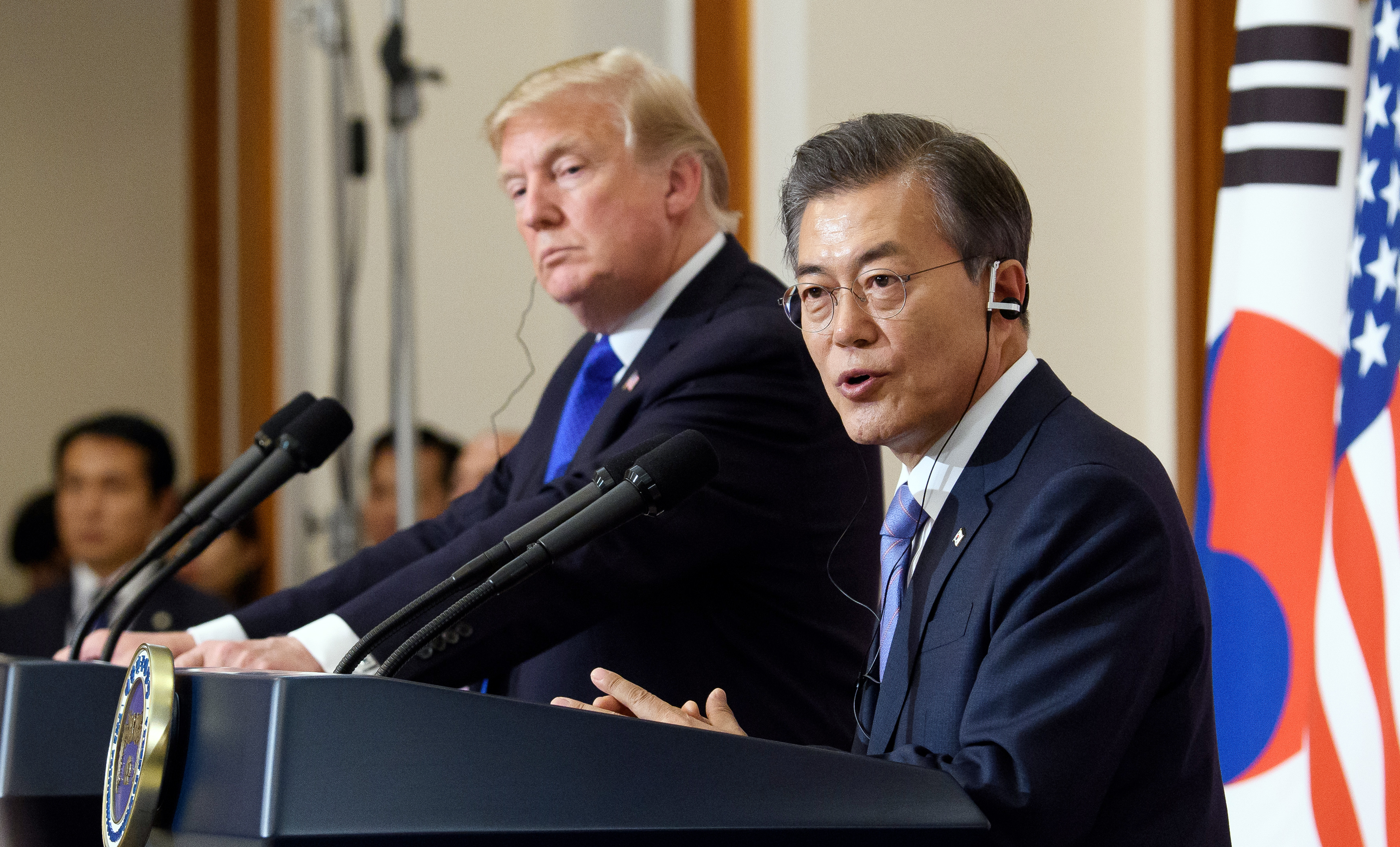
대한민국 대통령 문재인과 미국 대통령 도널드 트럼프

북미정상회담은 6월 12일 싱가포르에서 열리는 것으로 발표됐다. 6월 12일 싱가포르 센토사 섬, 카펠라 호텔서  열렸다.

## 북미 회담의 준비 과정

### 한미 정상회담
2018년 5월 22일 문재인 대통령은 미국 워싱턴 백악관을 방문하여 트럼프 대통령을 만나고 트럼프 - 김정은 간의 정상 회담의 진전을 도모하고, 다가오는 정상회담에 관한 한국과 미국 두 나라의 공동 전략을 조율했다.

## 북미간의 기존 협약

### 1994년 북미 핵무기 및 평화 협약 요약
북한의 핵무기에 대한 해결을 위해서 1994년 제네바 합의를 통해서  한반도 평화협정을 체결하고, 북한의 핵무기를 폐기하는 조건으로 경수로 발전소를 지어 주는것으로 미국 민주당 정권을 대표하여 지미 카터 전 미국 대통령이 북한을 방문하여 협약을 체결 하였었다. 비록 전 미국 대통령 지미 카터의 제네바 합의가 체결되었지만, 미국의 정권을 잡은 미국 민주당은, 당시 의회의 다수당이며 야당이었던 공화당의 반대로 인해서 제네바 합의를 위한 경수로 발전소 건설 비용의 승인을 받지 못하여, 제네바 합의는 실패가 되었다고 전 미국 대통령 지미 카터는 언론에 기고 하였다.

## 회담
2018년 6월 12일 현지 시간 오전 9시 싱가포르 카펠라 호텔에서 예정대로 역사상 최초로 북미 정상 간 정상회담이 이루어졌다. 회담 이후에 두 정상간 합의문이 발표되었으며, 저녁시간에는 트럼프 미국 대통령의 2시간 이상에 걸친 기자 회견이 있었다.

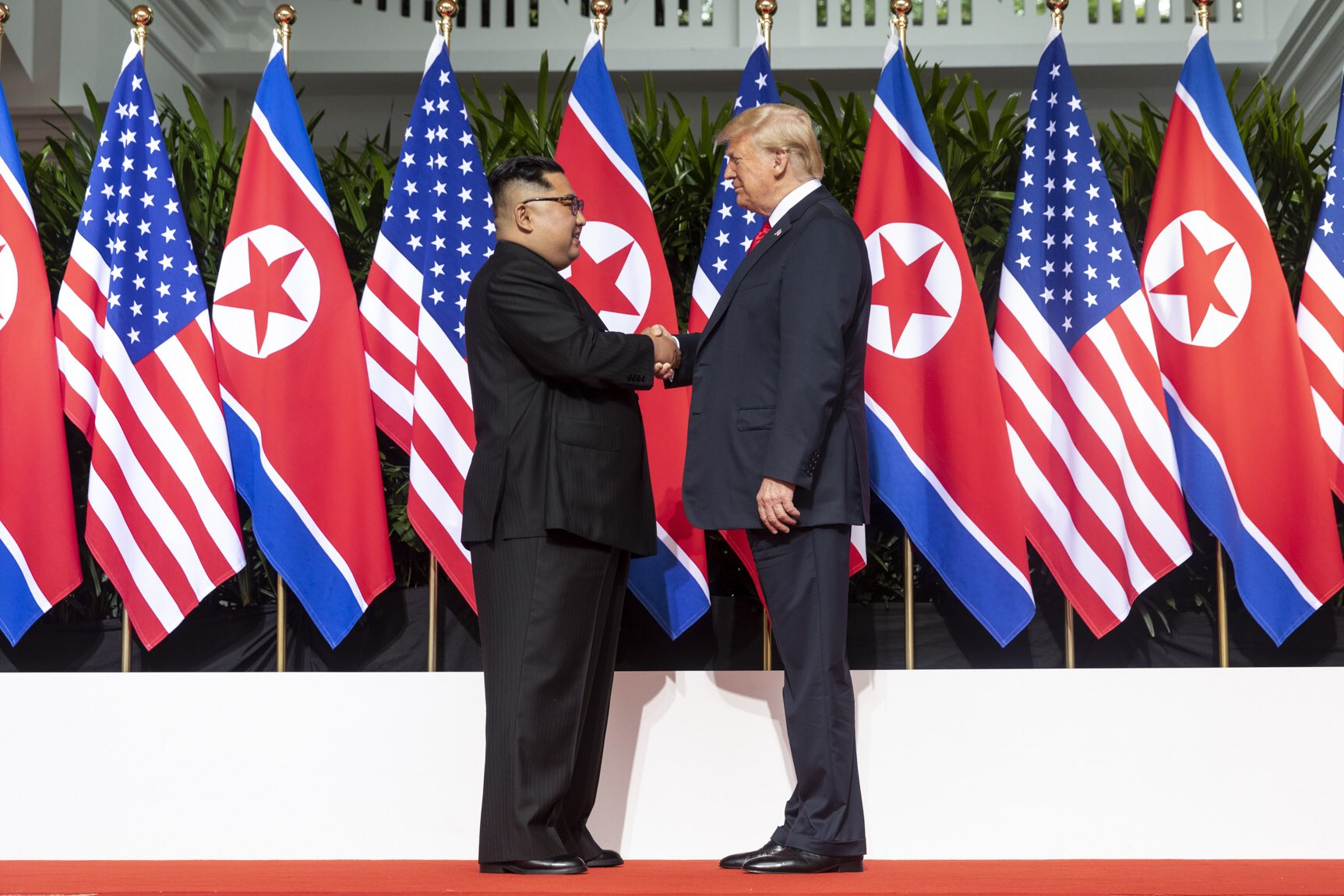
악수하는 두 정상
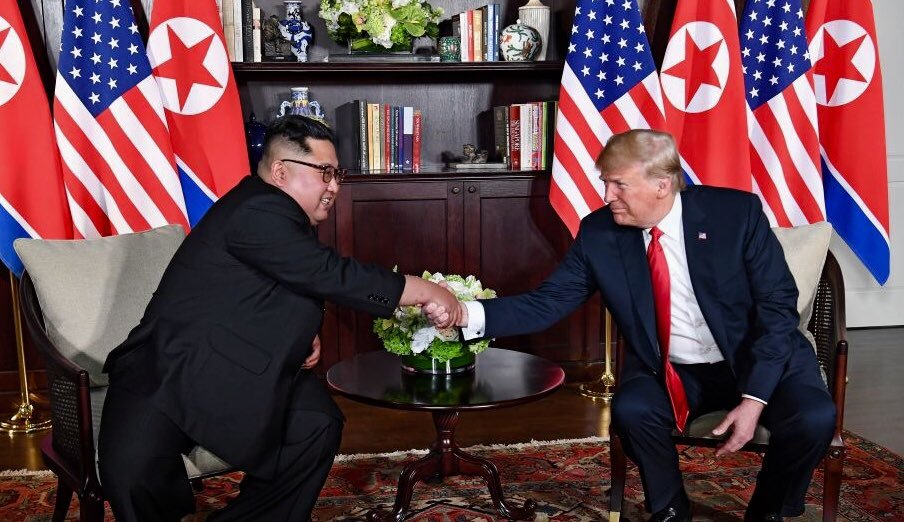
회담 전 기자회견을 하는 두 정상
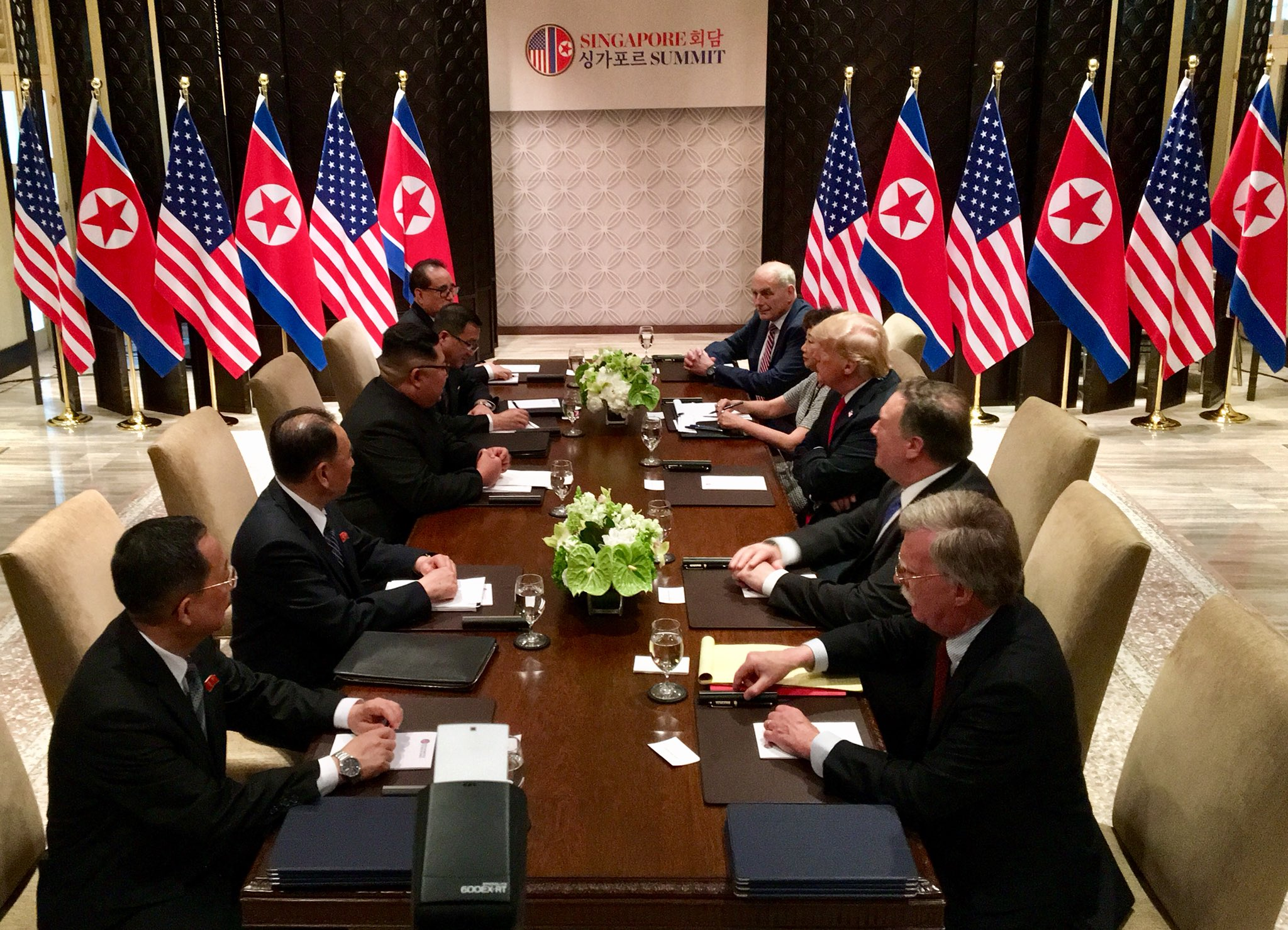
회담하는 두 정상

### 일대일 회담
김정은 국무위원장과 트럼프 미국 대통령은 먼저 일대일 회담을 하였다.
도널드 트럼프 미국 대통령이 도착하기 6분 전에 김정은 국무위원장은 카펠라 호텔에 먼저 도착했다. 그들은 12시의 악수로 오전 9시 05 분에 정상 회담을 시작한 후 통역사와의 1 : 1 미팅에 참가했다. 트럼프와 김정은은 일대일 협상에서 나왔고 회랑을 거쳐 확장 된 양자 회담이 열렸던 호텔의 회담장 카시아 (Cassia)로 걸어갔다. 트럼프는 1 대 1 회의를 기자가 요청할 때 "매우 훌륭함"이라고 묘사했다. 트럼프는 일대일 회의에서 되돌아보고 다시 확인할 메모를 받았는지 물었을 때 "나는 모든 시간의 위대한 추억 중 하나를 가지고 있기 때문에 확인할 필요가 없다."라고 대답했다.

### 확대된 양국 간 미팅 및  점심
미국과 북한 대표단 간의 확대된 양자 회담이 있었으며,
양국 대표단은 확대된 양자 회담과 회담을 겸하는 점심 식사에 참여하기 시작했다.
두 대표단은 디저트로 아이스크림, 트로 페지 엔, 다크 초콜렛 타르트렛 가나 크와 함께 한국, 동남아시아 및 서양 요리를 함께 먹었다. 점심 식사 후에, 트럼프와 김정은 국무위원장은 함께 짧은 산책을 하고, 미국 대통령 전용차의 내부를 트럼프 대통령이 김정은 국무위원장에게 소개를 하여 주었다.

### 북미 정상간의 합동 서명식
싱가포르 정상 회담에서 조선민주주의인민공화국의 김정은 국무위원장과 미합중국의 도널드 트럼프 대통령은 서명식에 참여하였다
이어.  트럼프 대통령과 김정은 국무위원장은 "싱가포르 정상 회담에서 조선민주주의인민공화국의 김정은 국무위원장과 미합중국의 도널드 트럼프 대통령의 공동 선언"이라는 공동 성명서에 서명했다.
공동  성명서는 양국 간에 미래의 방향을 설정하는 "매우 중요"하고 "포괄적인" 공약을 공식적으로 체결했다.

### 미국 대통령의 북미 정상회담 기자회견
싱가포르 정상 회담 공식 일정을 마친 이후에, 트럼프 미국 대통령은 세계 각국의 기자들에게 조선민주주의인민공화국의 김정은 국무위원장과 미국의 도널드 트럼프 대통령의 정상회담의 의미에 대해서 2시간 이상에 걸친 기자 회견을 갖었다. 기자들은 포괄적인 의미의 공식적인 협약서가 갖게되는 의미와 향후 북한의 비핵화에 따른 경제적인 협력방안 등에 대해서 다양한 질문이 있었다.

## 북미 정상간 합의
이 정상회담은 실시간으로 중계되었다.
한국어 위키문헌에 이 글과 관련된 원문이 있습니다. 2018 북미정상회담 합의문 

- 한반도의 평화 체제 건설에 관한 의제에 대하여 포괄적이고 면밀하며 진실성 있는 의견 교환을 기록하였다.
- 미국의 트럼프 대통령은 북한에 체제안전보장을 약속하였고, 김정은 국무위원장은 단호하고 확고하게 한반도에서의 완전한 비핵화를 약속하였다.
- 한반도의 비핵화를 통하여 완전한 평화 구축에 대해서 북미 정상이 공식적으로 합의를 하였다.
- 북한이 미국에 북미 정상회담 의제로 요청하였던 한반도 평화협정 체결은, 남북 간에 2018년에 체결된 4·27 판문점 선언 구체적 실행을 추진한다는 명시적인 내용으로 함축되었다.
- 미합중국과 조선민주주의인민공화국은 전쟁포로와 전시행방불명자에 대한 유해발굴과 신원 기확인자(이미 확인된 사람)에 대한 즉각적인 유해송환을 합의 하였다.
- 북한과 미국 양국 국민들의 평화와 번영을 향한 염원에 부합하면서 새로운 북미관계를 수립하기로 약속하였다.

## 국내외 반응

### 회담 이전

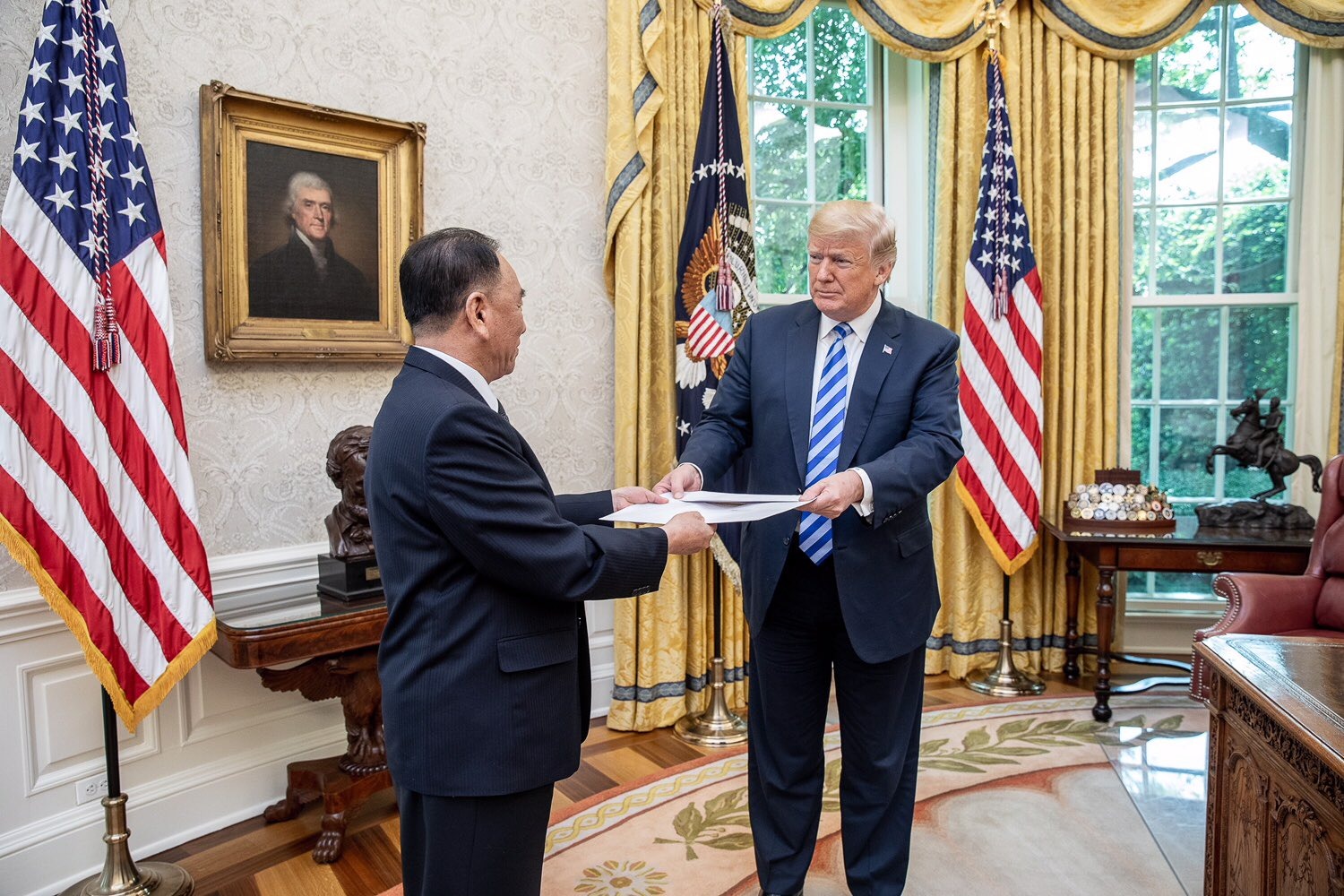
북한의 김영철 부주석이 김정은 위원장의 편지를 미국 백악관에서 트럼프 대통령에게 전달하는 모습 2018년 6월 1일

첫번째 북미 정상회담에 대해서 한반도 정세에 큰 영향을 주는 회담이 될것이며, 의제로 북한의 비핵화가 동결 수준인지 아니면 완전히 핵무기의 폐기 수준인지, 그리고 북한의 체제 보장에 따라, 기존에 2차 남북 정상회담에서 협의된, 평화 유지군으로 주한 미군을 어느정도 유지하면서, 일정 수준의 주한 미군 철수가 포함될것인지에 대해 관심이 높다. 트럼프 대통령은 2018년 3월 11일 북미 정상회담에 대해서 중국의 시진핑 주석 대화를 하였으며, 중국 역시도 북미 정상회담을 통한 외교를 통한 북핵 문제 해결에 반가움을 표시 하였다고 하였다. 또한 북한이 북미 정상회담 전에 미사일 발사 및 북핵 실험을 중지 하기로한 약속을 지킬것을 믿는다고 도널드 드럼프 대통령 개인 트위터 계정을 통해서 의견을 발표하였다. 대한민국 정부는 트럼프의 북미 정상회담요청에 수락한것에 대한, 평양의 확답이 늦어지는것에 대해서, 워낙에 중요한 첫번째 북한과 미국간의 정상회담이므로 신중을 하기 위한 것으로 이해 한다고 발표하였다. 기존에도 북한이 중요한 결정을 할때는 신중한 준비를 통하여 발표를 한 경우가 있었다.
제네바 합의 협상을 이끌어냈던 전 미국 대통령 지미 카터는 미국 공화당이 현재 미국 의회에서 주도적 영향력을 갖고 있기 때문에 이번 2018년 북미 정상회담이 실질적 결과를 낼 수 있는, 참으로 좋은 기회라고 말했다.
더불어민주당의 추미애 대표는 "북미정상회담 성공은 한반도 역사의 대전환점이 될 것"이라며 "(미국과 북한) 두 정상의 만남만으로도 70여년간 적재적 관계이던 양국 관계의 진전이 이뤄지는 것"이라며 "한반도 평화와 번영을 위해 북미정상회담에서 긍정적 성과가 도출되기를 기대한다"고 입장을 밝혔다.
자유한국당의 홍준표 대표는 대한민국 제7회 지방 선거의 전날에 북미정상회담이 열리는 것에 대해 "오로지 지방선거를 남북평화쇼로 치르려는 생각 뿐"이라고 비판하였다. 그러면서 "북한이 거짓말을 하고 있다는 전제로 회담을 해야 한다." 면서 미국이 북한에 무엇을 요구해야 하는지 미국 백악관에 공개서한을 보내겠다고 개인적인 의견을 말했다.
미국의 도널드 트럼프 대통령은 북미 정상회담에 앞서, 북한의 함경북도에 있는 그동안 핵실험의 주축으로 여러번 활용된 풍계리 핵실험장을 공개적으로 폐쇄 조치 후, 핵사찰 전문가와 언론에 공개 하겠다고 한 북한의 조치에 대해서는, 향후 한반도 비핵화 약속의 이행을 위해서, 매우 현명하고 신뢰 할 수 있는 선제적인 대응이라며, 평가 하였다. 중국 뿐 아니라, 미국과 북한에 공식적인 외교 관계를 돈독하게 유지하는 중립 국가인, 싱가폴에서 2018년 6월 12일에 열리기로 확정된, 북미 정상회담에서 한반도 비핵화와 평화협정에 실질적인 상호 도움이 될 협상결과를 도출해 낼것을 믿는다고, 북미정상회담 결과에 조심스럽게 낙관적인 예측을 공개적으로 발표하였다.
미국의 42대 대통령이었던 빌 클린턴 전 대통령은 미국 방송사 NBC에 출연해 북미 간 대화 진전 상황과 관련해 "지금까지의 과정에서 진짜 영웅은 한국의 문재인 대통령"이라고 밝혔다. 클린턴 전 대통령은 "문대통령은 북한이 2018 평창동계올림픽에 참가하게 했고, 그들은 (남북)단일팀을 이뤄 참가했다"고 설명하면서 2018년 6월 12일 개최되는 북미정상회담에 대해서 "나는 이것이 성공할 가능성이 있다고 생각한다. 그러나 그들(북한)이 가진  것을 포기하게 하는 데에는 어느 정도의 신뢰가 필요하다. 희망을 품고 (북미 양국이) 얼마나 해 나갈 수 있는지를 지켜보는 것이 중요하다. 이 거래 과정에서 타협이 이뤄져야 한다."고 말했다.

### 회담 이후

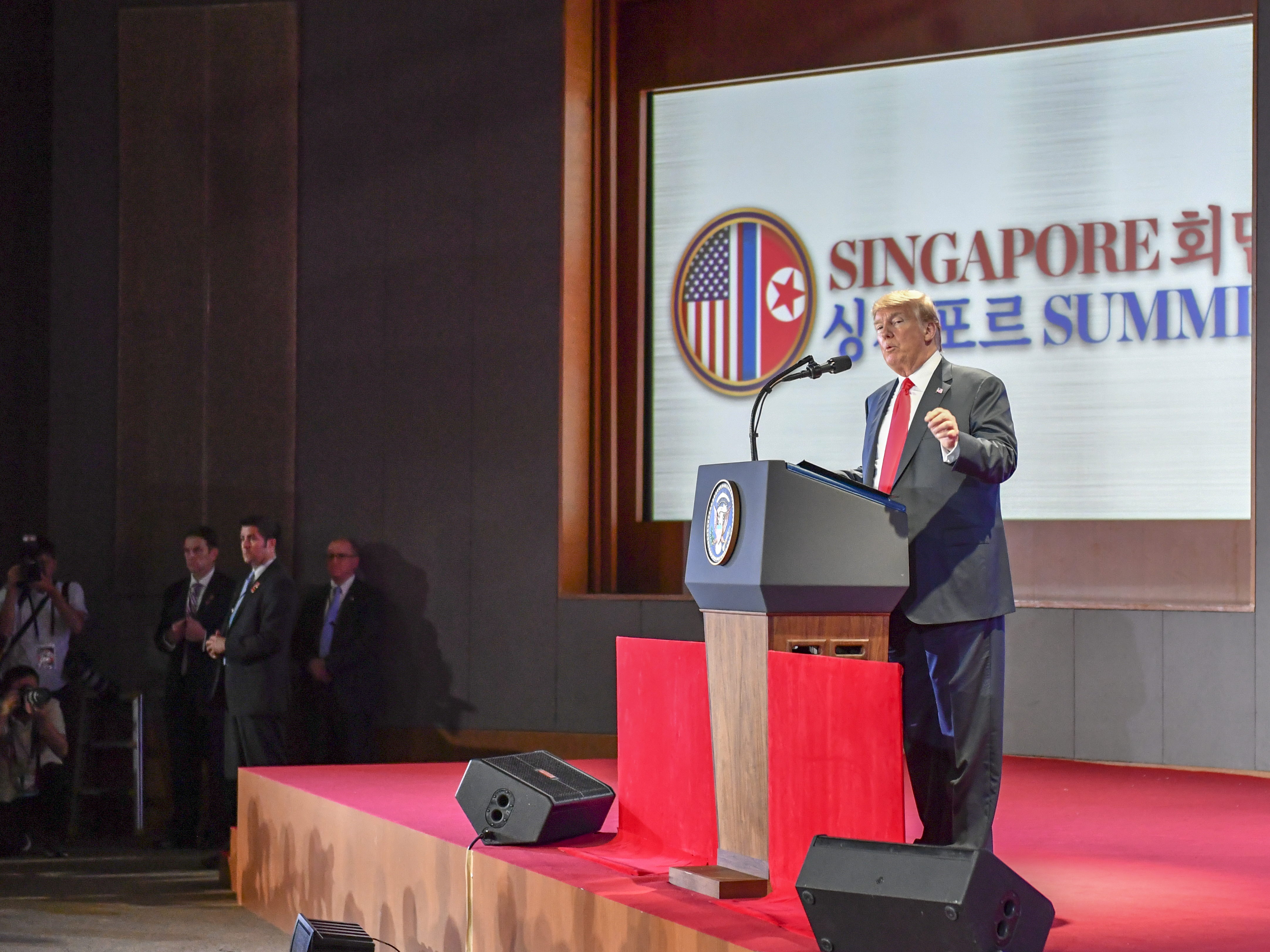
제 1차 북미 정상회담이후 기자 회견을 하는 도날드트럼프 미국 대통령

대한민국의 문재인 대통령은 "6월 12일 센토사 합의는 지구상의 마지막 냉전을 해체한 세계사적 사건으로 기록 될 것이다. 미국과 남·북한이 함께 거둔 위대한 승리이고 평화를 염원하는 세계인들의 진보"라면서 "트럼프 미국 대통령과 김정은, 그리고 회담 성공을 위해 노력한 리센룽 싱가포르 총리를 비롯해 국제사회의 모든 지도자들에게 감사하다", "이번 합의를 바탕으로 평화와 협력의 새 역사를 써 갈 것"이라며 "이번 합의가 온전히 이행될 수 있도록 국제사회와 아낌없이 협력할 것이다. 한반도에 평화가 정착되고 공존과 번영의 새 시대가 열릴 수 있도록 노력하겠다"는 뜻을 입장을 발표했다.
대한민국의 정치권에서는 반응이 엇갈렸다. 더불어민주당은 "완전한 비핵화와 확실한 검증에 합의한 것은 기대 이상의 성과다", "북한의 미사일 엔진 실험장 폐쇄 약속 등 구체적인 사항까지 논의하고 합의해 후속 회담의 기대를 높였다"라며 "합의문이 다소 포괄적이고 추상적이지만 그 이면에 양국이 수차례 실무회담을 통해 조율한 구체적 합의 이행 프로세스가 내재돼 있다"고 평가했다. 자유한국당은 "여러 노력에도 불구하고 미·북이 공동 서명한 전문 내용에 CVID가 들어있지 않으며 북한 비핵화에 대한 구체적인 이행 스케줄이 빠져 있어 유감스럽다. 트럼프 대통령의 한미연합군사훈련 중단 입장이 안보 불확실성을 높이지 않을까 한다"고 밝혔으며, 바른미래당은 "70년간 이어온 적대 관계 해소의 첫걸음을 떼고 새로운 관계와 대화의 장을 연 것을 환영하며 합의를 통해 핵 없는 한반도를 만들어 가겠다는 북미 정상의 의지 확인을 긍정적으로 평가한다. 다만 합의 내용 중 상당 부분이 과거에도 합의되었던 사항이고 CVID가 포함되지 않았다는 점에서 낙관적 평화주의는 반드시 경계해야 할 것"이라고 입장을 밝혔다. 민주평화당은 "한반도는 세계 평화로 가는 위대한 첫 걸음을 내디뎠다. 우리 정부도 판문점 선언 이행 등 남북관계 개선 및 교류 협력에 박차를 가해야 한다"고 밝혔다. 정의당은 "두 정상의 결단으로 세계는 완전히 새로운 내일을 맞이하게 됐다. 합의 내용을 더 구체화하기 위해서 문재인 정부의 지속적이고 세심한 외교적 노력을 다시 한번 주문한다"고 입장을 밝혔다.
미국 도널드 트럼프 대통령은 회담 직후 기자회견을 통해 "정직하고 직접적·생산적인 회담이었다"며 김정은에 대해 안보와 번영을 위해 노력한 역사적 인물로 기록될 것이다", "오늘 중요한 회담을 유쾌하기 치러 기쁘다. 회담 성사에 도움을 준 문재인 대통령에게 감사한다"며 리셴룽 싱가포르 총리, 아베 신조 일본 총리, 시진핑 중국 국가주석에게도 함께 감사를 표했다. 이후 문재인 대통령과의 통화에서는 "실무진에서 이루기 어려운, 기대 이상의 성과를 거두었다"며 김정은 북한 국무위원장에 대해 "훌륭한 대화 상대"라며 "미사일 엔진 실험장을 폐기하기로 약속한 것은 김 위원장이 뭔가 하고자 하는 굳은 의지를 보여준 것"이라고 밝혔다. 일부 언론에서 제기한 '공동 성명에 CVID(완전하고 검증 가능하며 불가역 적인 비핵화)의 언급이 없었다'는 의견에는 "공동성명을 보라.", "완전한 비핵화에 대한 흔들림 없는 의지"라고 명시돼 있다", "100% 완전한 비핵화를 위해 미국과 다른나라의 사찰단이 검증할 것이다.", "나는 이번 회담이 성공했다고 생각한다. 시간이 짧아서 CVID를 다룰 수가 없었지만 몇 시간동안 밀도 있는 논의를 했다. 공동 성명의 문구를 보면 강력한 조항을 담고 있음을 알 수 있다"고 밝혔다.
중국 외교부는 이날 성명을 내 "북미회담이 순조롭게 개최되고 적극적인 성과를 거뒀다. 이는 한반도 비핵화와 정치적 해결 프로세스 추진에서 중요한 진전이다"며 "북미 양국 정상이 내린 정치적 결단을 높이 평가하고 회담에서 거둔 성과에 대해 환영과 지지를 표한다. 유관국들의 북미회담 성공을 위한 노력도 적극적으로 평가한다"고 밝혔다.
일본의 아베 신조 총리는 북미정상회담과 관련해 "북한을 둘러싼 제현안의 포괄적 해결을 위한 한 걸음이 될 것이다. 지지한다"고 평가했다. 또, "일본에 중요한 일본인 납치 문제를 김정은 위원장에게 전달한 트럼프 대통령에게 감사하다. 이를 높이 평가한다"며 "납치, 핵, 미사일 문제에 대해 국제사회와 함께 연대하며 힘쓰겠다", "납치문제를 해결하기 위해 앞으로 일본이 직접 북한과 마주하고 해결해 나가야 한다."며 북일 정상회담 추진 의사를 밝혔다.
유럽 연합(EU) 대외 정책을 총괄하는 페데리카 모게리니 외교·안보 고위대표는 "오늘 북미정상회담은 한반도의 항구적인 평화를 향한 유일한 길이 외교라는 강한 확신을 재확인했다"면서 "외교적 트랙을 추구하는 것은 때때로 도전적인 일이지만 항상 보상이 뒤따른다"고 말했다. 또, "이번 (북미)정상회담은 한국 문재인 대통령의 지도력과 지혜, 결심 덕분에 지금까지 남북관계와 한반도에서 성취한 긍정적인 발전들을 더 일으켜 세우기 위한 중대하고 필요한 조치였다"고도 평가하며 "EU는 추가 협상과 신뢰구축, 핵무기 없는 한반도의 영구적인 평화와 안보, 번영을 확실하게 하기 위한 다른 조치들을 용이하게 하고 지원할 준비가 돼 있다"고 밝혔다.
국제 원자력 기구(IAEA) 아마노 유키아 사무총장은 "한반도의 완전한 비핵화를 향한 북한의 약속이 담긴 북미 정상의 공동성명을 환영한다. 국제 원자력 기구는 관련국들이 요청할 수 있는 북한 내 어떠한 검증 활동에 언제라도 착수할 준비가 돼 있다"고 밝혔다.

## 정상 회담 이후의 전개

### 북한에 수감된 미국인 송환

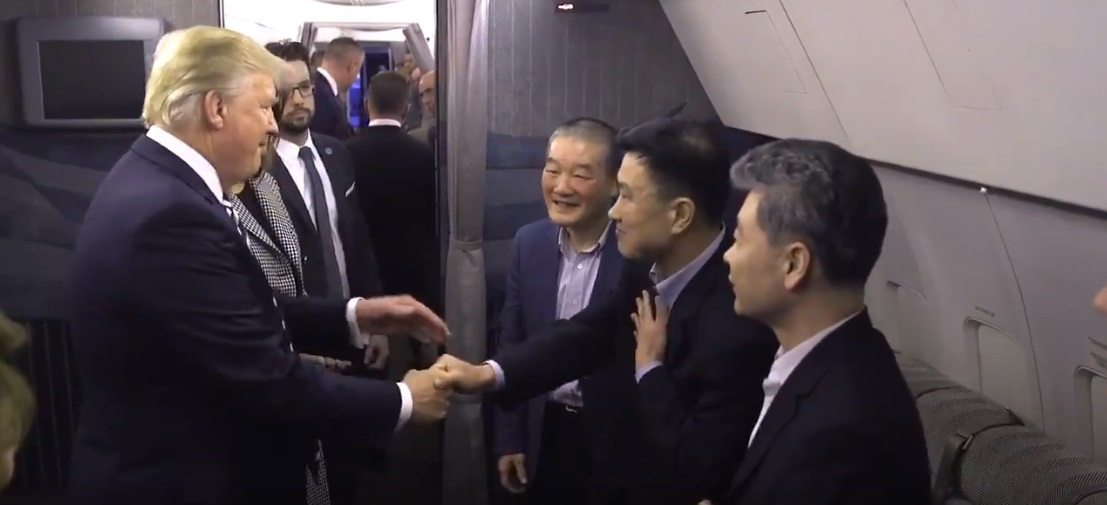
미국 트럼프 대통령이 기존에 북한에 억류되었던 한국계 미국인들의 귀환을 환영하며 인사하고 있다.

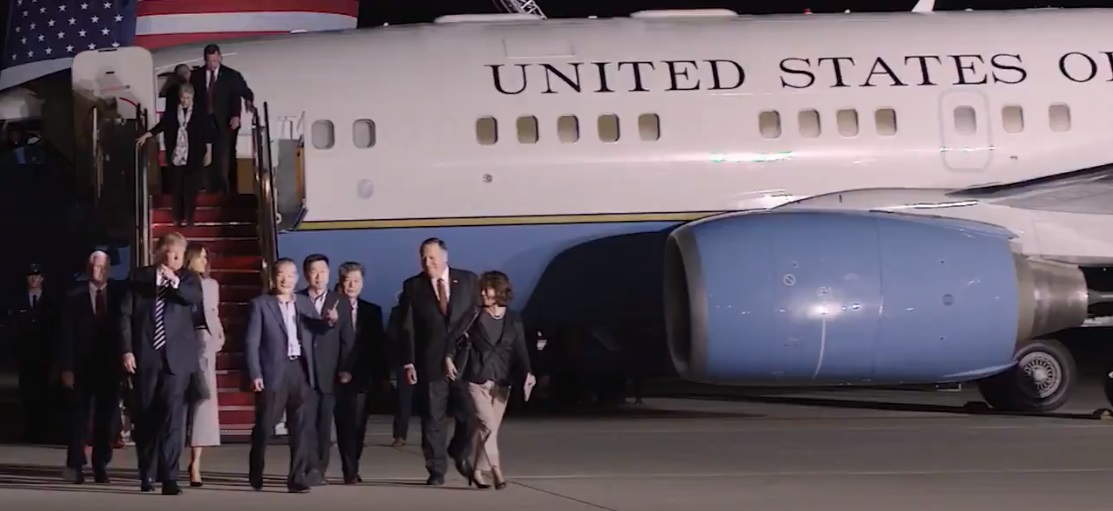
5월 10일 억류되었던 한국계 미국인들이 북한에서 미국으로 송환이 되었다.

북한에 수감되어 있던 미국인 세명에 대해서 북미 정상회담 직전에 정상회담의 정상적인 개최를 위한 환경을 조성하기 위해서 북한에서 미국으로 송환하였다. 트럼프 행정부와 북한 정권 간의 선진 협상과 트럼프 행정부의 엄청난 압박 속에서도 북한 정권이 보유한 3명의 미국인이 풀어 주도록 승인하였다. 일부 사람들은 북한의 석방은 북한이 협상을 계속하고 북한에 압력을 가할 수 있도록 미국에 동기를 부여하려는 체제의 시도의 일부라고 추측했다. 그럼에도 불구하고 이들의 석방은 트럼프 행정부와 북한 정권 간의 긴장 완화를 가져와 양측이 협상을 진행시켜 2018년 북미 정상 회담에 이르게 하는 중요한 계기였다고 평가한다. 3명의 미국인들은 북한을 떠나 마이크 폰 페오 (Mike Pompeo) 국무 장관과 함께 떠났고, 메릴랜드 공동 기지 앤드류스 (United Base Andrews)에서 미국 땅에 도착해 트럼프 대통령과 영부인을 맞이했다.

### 평양 주변 대륙간 탄도 미사일 (ICBM) 조립 시설 폐쇄
미국의 소리 (VOA)는 7월 25일 보도에 따르면,  북한이 평양 근처에 있는 대륙간 탄도 미사일 (ICBM) 건설 시설을 해체했다는 증거가 있다고 하였다. 해당 내용은 지난 3월 16일경 위성 사진과 지난 7 월 위성 사진의 상호 비교 분석을 통해  대륙간 탄도 미사일 (ICBM) 조립 시설 폐쇄 된것이 인공 위성 사진으로 확인됐다. 2017년 11월 29일에 북한이 시험 발사 한 화성-15 대륙간 탄도 미사일 (ICBM)이 공장에서 조립 된 후 운송용 발사대 (TEL)로 옮겨 졌던 것으로 미국에서 분석한 곳이, 평양 인근의 대륙간 탄도 미사일 조립 공장이었다. 김정은이 화성 -15 ICBM을 설치 되어 있던것을 운송용 발사대 (TEL)을 통하여 이전 명령을 지시 하였을때, 김정은은 ICBM 조립한 해당 대륙간 탄도 미사일 공장에 있었다. 미국의 국무부 대변인 헤더 너트 (Heather Nauert)는 미국이 북한의 비핵화 검증 과정을 허용 하는 북한의 동의를 기대한다고 발표했다. 미국 국무부 대변인 헤더 (Heather)는 또한 "검증은 미국 입장에서 명백히 중요한 부분이다." 라고 발표하였다. 또한 합법적 인 그룹의 검증 및 합법적 인 국가에서 비핵화를 검증 하기를 원한다" 라고 검증 방법의 예를 들었다.

### UN 핵 비확산 규정 준수에 관한 질문
6월 26일 CNN은 2018년 6월의 위성 사진에서 북한이 핵 연구 시설의 기반 시설을 수 차례 개선했다고 발표했다.
그러나, 북한을 감시하는 미국의 한 기관인 북한의 미디어 소스 38는 본 시설이 고위 공무원이나 핵 사찰단의 접대 역할에 사용될 수도있는 작은 지붕 지붕 건물 2 개만 새로 건설됐다고 CNN과 인터뷰를 통해 전했다. 다른 개선된 인프라는 북미정상회담(Trump-Kim Summit) 이전에 이미 개발되었다. 6월 30일에 추가로 미국 NBC 방송은 미국 정보 기관의 평가에 따르른 평가를 발표했다. 북한이 핵 협상 이후 여러 비밀 장소에서 핵무기 제조용 연료를 증가시킬 수 있다고 보도했으나, 북한의 핵시설 농축 과정이 시작되었다면 이것은 이후에 이루어진것이 아니며  정상 회담 전에 미리 시작된것이라고, 분석하였다.

### 조선민주주의인민공화국의풍계리핵 실험장 파괴

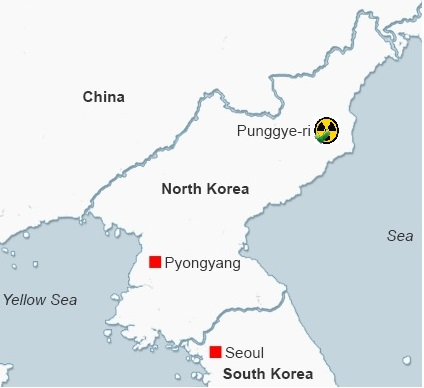
풍계리 위치 지도

5월 24일, 북미 정상회담을 위해서, 북한은 국제 언론인 대표단 앞 터널과 건물로 중요한 풍계리 핵 실험장을 파괴했다. 6개의 핵 실험 장소가 있는 터널의 갱도가 있었고 그 모두가 순차적으로 파괴되었다.

### 북한에서 반미 선전 폐기
조선 민주주의 인민 공화국은 싱가포르 정상 회담 이후에 반미 선전을 제거했으며, 북한은 올해의 '반미'집회를 취소했다. 작년에 이루어진 김일성 광장에서 열린 2017년 반미 대규모 시위에서 10 만 명이 참석했다. 북한은 작년에 미국을 비판하는 특별 우표를 발급하기까지 했다.

### 미국 국무장관 폼페오의 북한 방문
Pompeo 미국 국무 장관은 7월 6일부터 7 일까지 세 번째로 북한을 방문하여 김용길 외무상과 비핵화 협상을 계속했다.  북한에서의 폼페오 장관의 회의가 끝난 후 폼페오 장관은 회담이 생산적이었으며 진전이 "거의 모든 핵심 쟁점"에서 이루어졌다고 말했다. 그러나 북한의 국영 언론은 미국이 "갱단과  같은 미국의 태도"를 보였다고 비판을 하였다.  트럼프 행정부의 일방적인 북한의 비핵화 요구를 "매우 유감스럽게 생각한다"고 미국과 회의직후 비판했다. Pompeo 미국 국무 장관은 비판적 보고서에도 불구하고 김 위원장으로부터 온 편지를 트럼프 미국 대통령에게 전달했으며, 후자는 북미 공동 성명의 성공적인 이행을 위한 희망을 표명하고 국가 간 관계 개선을 위한 의지를 재확인했다.
폼페이 (Pompeo)는 2018년 8월 23일 제 4 차 회담에서 다음 주에 북한에 다시 방문위해서 들어갈것이라고 발표했다. 그러나, 다음날 트럼프는 폼페이 오에게 "한반도의 비핵화에 대해 충분한 진전을 이루지 못하고있다"고 느꼈기 때문에 폼 페오에게 북한에 방문하는 여행을하지 말 것을 요청했다.  Pompeo 미국 국무장관의 계획된 북한 여행 취소와 관련하여, 미국 방송인 Vox는 Washington Post와 CNN이 북한에 Pompeo에게 편지를 전달한 사실을 바탕으로 배경을 요약하였다.   금요일에 트럼프 대통령의 집무실인, 타원 사무실에 트럼프 대통령에게 편지를 보여 주었으며, 해당 편지 내용을 보고 Trump는 Pompeo의 북한 여행 취소를 트위터 계정을 통해서 발표를 했다. 조선 민주주의 인민 공화국의 편지 내용 메시지는 북한의 명백한  실망감이 있었으며, 해당 내용은 북한에 대한 일방적인 비핵화만 미국이 요구하며, 미국과 북한의 관계 개선에 대한 노력이 진행되기 못한것 에 대한 북한의 불만이 담겨있었다.

### 조선민주주의인민공화국의 선경제 노선 전환 움직임
2018년 8월에 조선민주주의공화국 전문 웹사이트인 38노스는 조선민주주의인민공화국이 지난 5년간 선군(先軍) 노선에서 선경제(先經濟) 노선으로의 전환이 이뤄졌다고 밝혔다. 조선민주주의인민공화국은 2018년 7월 김정은이 각각 경제 개발 현장을 방문하는 것을 널리 알리며, 김정은이 당국자들에게 재무 성과에 대해 비판하는 모습을 보여주었다. 김정은은 또한 황해남도의 생선 통조림 공장을 방문했을 때, 정장 옷 대신 밀짚 모자와 흰색 티셔츠를 입은 캐주얼 한 옷차림으로 사진 촬영을 하는 등의 변화를 보여주었다.

### 조선민주주의인민공화국의 서해 미사일 발사 시험장 철거

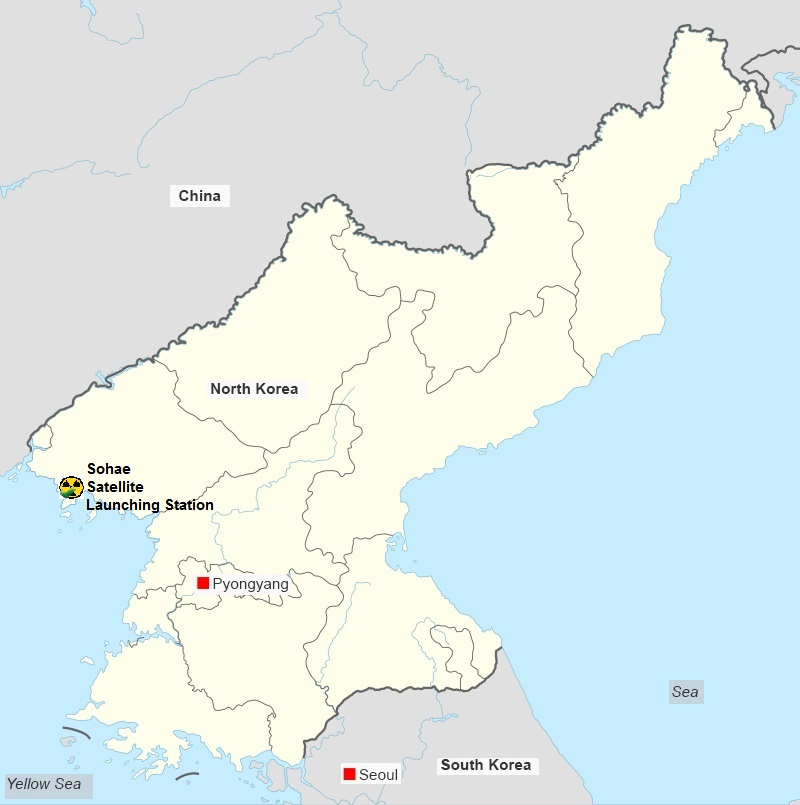
북한의 대륙간 탄도 핵미사일 기지의 위치 지도.

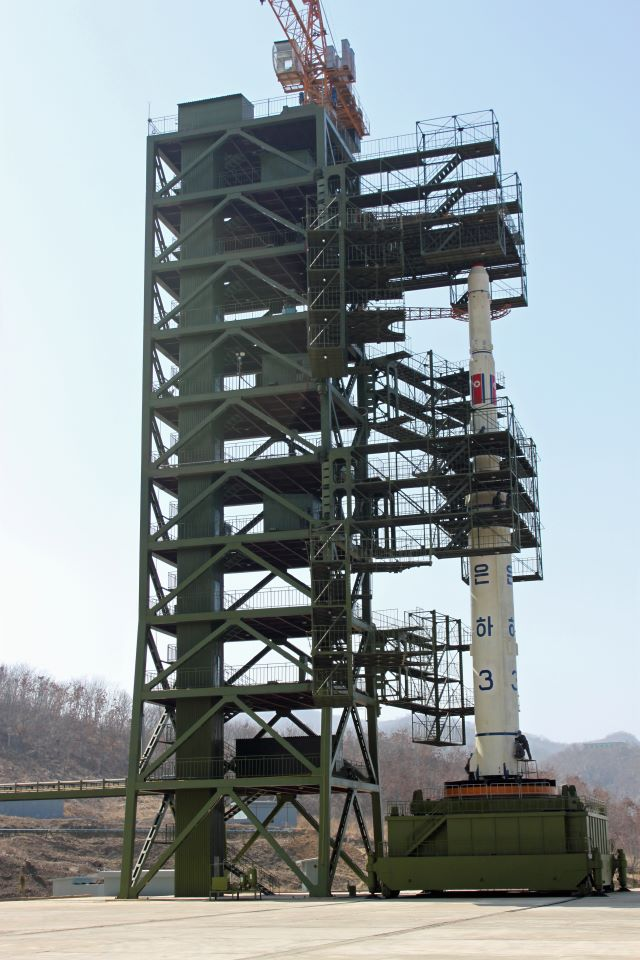
북한은 미국 CBS 뉴스 보도에 따르면 해당 대륙간 탄도 미사일 발사대의 해체 작업을 북미 정상회담의 약속을 이행하는 중요한 단계로 평가하였다.

조선민주주의인민공화국은 7월 24일 미국에 약속한 대로 토천 근처에서 서해 로켓 발사 시험장을 철거하기 시작했다고 발표하였고, 38노스는 인공위성 이미지를 통해 미사일 발사대 구조물 철거를 확인하였다고 밝혔다.  38노스는 이러한 조치가 새로운 프로젝트 등 다른 목적을 위한 조치일 가능성을 배제할 수 없으나, 이같은 구조물 철거가 현재로선 영구적이고 불가역적인 조치라는 점을 감안할 때, 북미 간 합의의 첫 번째 이행 단계라고 조심스럽게 볼 수 있다고 평가하였다.

### 미국과 북한 간의 협상 과정
아세안 포럼 ( ASEAN Regional Forum_ 2018에서 8 월에 북한의 핵 계획은 중요한의 제 항목이었다. 아세안 포럼 외무 장관은 정상 회담 이후에 발표 된 공동 성명서에서 사용된 것과 같은 "완전한 비핵화"를 촉구하는 공동 성명을 발표했으며, 작년의 "완전하고 검증 가능하고 돌이킬 수없는 비핵화"요구에서 상당한 변화된 완화된 성명 내용이다. 강경화 (Kang Kyung-Wha) 한국 외무 장관은 1950-53년 한국 전쟁의 공식 종료에 관한 중국 외무부 장관과의 면담에 대해 "상당한 양의 협의"를 가졌다 고 말했다. 왕이 (Wang Yi) 중국 외교부 장관은 "전쟁이 다시 일어나기를 원하지 않는다면, 모든 사람이 전쟁 종식 선언을 발표 할 수 있다"고 말했다. 리용호 외교부 장은 북한이 비핵화 될 때까지 제재를 유지하라는 미국의 주장과 한국 전쟁에 공식적으로 종언을 선언하는 데 미국이 꺼려한다는 점에 대해 심히"염려 스럽다"고 말했다.   미국에서는 북한에 일방적으로 핵을 포기하도록 요구를 하지만, 북한과 미국은 현재 전쟁상태이며, 실제로 주한 미군은 여러 대의 핵 폭탄 전투기를 보유하고 있으며, 북한은 평양의 핵무기 프로그램 포기를 하라고 하는 것에 대해선, 우선적으로 미국이 북한에 대한 안전 보장을 요구하는 것에 대해서 들어주어야 한다. 라고 일본 니케이 신문이 보도를 하였다.

### 북한의 정권수립 70주년 기념식
북한의 정권 수립 70주년이 되는 2018년 9월 9일에, ICBM 미사일을 과시 하지 않은것에 대해서 트럼프 미국 대통령이 긍정적인 평가를 했다. 특히 북한은 기존에 핵무기 및 대륙간 탄도 미사일을 가장 전면에 내세워서 북한의 핵미사일의 완성도를 대외로 과시하는 용도로 행사를 하였었다. 이번 정권수립 70주년 기념식에서는 오히려, 청년들이 나와서 매스 게임을 하면서, 북한의 경제 개발에 대한 신념을 강조하였다.

### 한반도 평화 선언 관련 미국 정부내부의 논쟁
문재인 정부의 대북 평화 특사 문정인은 미국의 매체 디 애틀랜틱(The Atlantic)과의 인터뷰에서, 북미 정상회담에서 평화 선언을 하기로 약속했지만, 미국 행정부 외교부의 마이크 폼페이오 국무장관과 미국 방위성 존 볼턴 간의 의견 조율이 어려움을 겪고 있다고 주장하였다. 즉 미국의 외교팀과 미국 국방팀간의 상호 한반도 평화 협정 선언에 대한 입장 차이가 평화 협정서명이 지연되는데 중요한 역할을 하고 있다는 것이다.
미국의 언론 매체인 더 힐(The Hill)은 북미 간에 한국 전쟁을 종식시키는 평화 협정을 정상회담 이후 하기로 약속하였으나, 미국 측에서 평화 선언문에 서명하기 전에 조선민주주의인민공화국의 비핵화를 요구했고, 이것이 미국이 기존 합의를 조건부 합의로 전환하는 것으로 비쳐져 조선민주주의인민공화국 측을 화나게 했다고 주장하였다. 반면, 미국 국무부 대변인은 이같은 지적에 대해 "미국 정부는 북한의 비핵화가 이루어질 때 한국 전쟁 휴전 협정을 대체하는 평화 메커니즘을 구축하는 것을 약속한 상태이다"라고 밝혔다.
한편, 미국의 북한 전문가 데이비드 강은 미국과 북한간의 간의 협상 지연은, 미국에서는 북한에 먼저 무장해제를 요구하며, 북한은 미국에 먼저 안전 보장을 요구하는 상호간에 우선해야 할것에 대한 입장 차이에 관련된 것으로, 지난 25년간 반복되어온 것이라고 지적하였다.

### 북미 정상회담 합의문의 이행 상황
미국의 캘리포니아 대학교의 한국학 연구소의 소장인 David C. Kang은 NYTimes에 대한 북한의 해결책 분석을 발표했다.
트럼프 행정부는 북한 측에 핵무기를 포기할 것을 요구하려면 미국측의 필요한 조치를 진행 해야한다. 데이비드 강은  일방적 인 조선 민주주의 인민 공화국의 비핵화 요구는 불가능하며, 현실적으로는 "단계적인"협상을 통한 "단계적"이고 "동기적인"접근은 싱가포르 정상 회담에 대한 합동 성명과 관련하여 합리적인 방법이 될 것이라고 강조했다. 조선 민주주의 인민 공화국은 여러 가지  8 가지 종류 이상의 다양한 비핵화를 위한 행동을 보여 주었다. 예를 들면 북한의 미사일 / 핵 실험 중지하였고(모라토리엄), 평계리 원자력 시험 기지 및 위성 발사 기지 해체하였다, 또한 평양 근처의 ICBM 조립 시설 폐쇄 하였으며, 한국전에서 사망한 된 55 명의 미군 병사를 반환하였다, 북한내의 반미 선전 중단하였다. 조선 민주주의 인민 공화국에서 체포 된 미국 시민 3 명을 조건 없이 석방하였다. 북한의 이렇게 다양한 북미 회담에따른 북미간 신뢰를위한 조치에 대해서, 미국은 단 한 번의 조치 만 취했다. 즉 주한 미군의 전쟁 훈련만을 취소했다.

### 북미 정상회담 합의문에서 미국의 역할
북한의  리 용호 한국 총리는 북한이 최근 핵 실험과 미사일 시험 중단과 같은 일련의 조치를 취했음에도 불구하고 미국이 싱가폴 센토사 협상에서 미국 측에서는 상호협상을 의도를 되돌리거나 미국이 해야할일을 전혀 추진하고 있지 않다고 말했다. 즉 북한은  핵 시설의 철거등을 한 것이다. 미국의 폼페오 백악관 관리는 북한에 6 ~ 8 개월 안에 핵무기를 60 ~ 70 % 철거 할 것을 요구했다. 그러나 북한은 그 제안을 받아들이지 않았다. 북한 외무성은 일방적 비핵화를 비판하는 발표를 발표하고, 리용호 차관은 북한과 미국 간의 공동 성명에 대해 "균형 있고 동시 적이며 단계적으로 시행"하는 것이 북미 간의 협약에 따르는 공정한 것이라고 강조했다.
미국과 북한과의 공동 성명에는 네 가지 조치 항목이있다. 첫 번째 항목에서는 북미간의 신뢰 구축,  두 번째 항목은 새로운  한반도의 평화 정착을 위해서 미 - 북가 동시에 노력,  세 번째는 판문점 선언을 이행하면서, 한반도 비핵화이며, 마지막 것은 한국전쟁의 희생자를 미국에 찾아 반납하는 것이다.
조선 민주주의 인민 공화국 즉  북한에서는, 북한의 핵무기를 포기하도록 하는 조건으로,  1950 ~ 53년 한국 전쟁의 종식 선언을 미국 합의를 시행하는 것을 통하여, 북한의 안보를 보장 할 것을 촉구했다. 미국 로널드 레이건 ( Ronald Reagan) 전 대통령 특별 보좌관이었던 더그 반도우(Doug Bandow) 박사는, 카다피가 핵 폐기를 한 후 몰락한 선례를 잘 아는 조선민주주의인민공화국 측에 미국이 안전 보장을 해주는 것이 비핵화에 도움을 줄 수 있다고 주장하였다.
미국 로널드 레이건 ( Ronald Reagan) 전 대통령 특별 보좌관이었던 더그 반도우(Doug Bandow) 박사는, 카다피가 핵 폐기를 한 후 몰락한 선례를 잘 아는 조선민주주의인민공화국 측에 미국이 안전 보장을 해주는 것이 비핵화에 도움을 줄 수 있다고 주장하였다.  즉 오디세이 새벽 작전을 시작으로  리비아 반군을 지원한,  NATO 연합군의  공습으로 카다피는 어려움에 직면하여,  나토의 공습이 두려워 카다피는 2~3일마다 은신처를 옮겨 다니다가, 반군에 의해서 살해되었다.

### 제2차 북미정상회담 요청
미국 대통령은 김정은 북한 국방 위원장으로부터 2 차 북미 정상 회담을 요구 한 김정은 주석의 서한을 받았고, 백악관은 이미 해당 정상회담에 대한 계획을 세우고있는 가운데, 허커 베이 샌더 스 백악관 대변인은 "존 볼튼 (John Bolton) 국가 안보 보좌관은 북한의 서한"에 대해,  미국이 비핵화를 향한 조치를 북한이 취하기를 미국이 기다리고 있다고 발표했다,그러나 "트럼프 대통령은 북한이 개방 된 문을 천천히 걸어 가도록 지속 미국 대통령이 문을 붙잡고 있을수는 적당한 시점에 북한의 비핵화를 강조했다." 즉 북한이 비핵화 일정을 너무 늦추지 않도록 요청했다.

### 2018년 제3차 남북 정상 회담
청와대는 8월 13일 대한민국의 대통령이 9 월 평양에서 김정일 국방 위원장과 제 3 차 남북 정상 회담에 참석할 계획이라고 발표했다. 의제는 미국과의 핵 협상 회담에서 돌파구의 전략을 찾고 한반도 비핵화의 해결책을 찾는것에 대한 것이다.  중국 국영 언론 신화통신은 북한에서 다음번 남북 정상 회담이 개최되는것에 대해서 환영했다. 신화 통신은 미국이 "한반도 문제"에 중대한 영향을 주고 있는데도 불구하고, 워싱턴의 역할이 아직 부족한것에 대해서 노력을 촉구했다. 특히 워싱턴정부는 아시아 태평양의 지역 문제에보다 역동적 인 역할을 요청했다고 신화 통신이 밝혔다. 신화 통신은 또한 북한이 1 차 핵 실험 현장을 폐쇄하고 1950-53년 한국 전쟁에서 미군 병사들의 사망자 유해를 미국에 돌려 보내려고 노력한것에 대해서, 미국에서는 아직까지도 "최대 압력"이라는 경제적 제제를 가하는 대북 정책을 부정적으로 보았다. 특히 남과 북 사이의 협상이 원활이 되는 남북 정상회담이 진행되는것에따라서 미국의 전향적인 노력을 강조했다. 대한민국 청와대는 9 월 18-20 일간 제 3 차 남북 정상 회담의 확정 날짜를 발표했다. 김정은 위원장의 서울 방문은 올해 12월로 예정이라고 언론에 발표되었다.

### 한반도 비핵화 일정
북한의 김정은 주석은,  9월 5일 제 3 차 남북 정상 회담에 관한 정은용 대한민국의 특사와의 회담에서 미국 대통령 도널드 트럼프 (Donald Trump)가 첫 번째 임기를 마칠 때까지 한반도 비핵화를 원한다고 선언했다. 미국의 언론 CNN 보도에 따르면,  북한의 김정은 주석은 덧붙여서, 트럼프 대통령에 대한 흔들림 없는 신뢰를 갖고 있다고 표명하였다. 이것에 대해서 트럼프 대통령은 김정은 주석의 신뢰에 감사를 표명하였다.  미국 대통령 도널드 트럼프 (Donald Trump)의 첫번째 임기는 2021년 1월 까지이다. 트럼프 대통령은 언론 보도를 통해서, 김정은도 합리적이며 본인도 합리적인 사람이라고 스스로를 평가하였으며,  김정은과 트럼프 대통령은 상호 협력을 하여, 한반도 비핵화를 같이 달성할 것이라고, 북한의 비핵화 의지와 최초로 북한이 밝힌 비핵화의 "구체적인 일정"에 대하여 긍정적인 메시지를 보냈다.

### 한미 정상회담 (9월)
문재인 대통령은 트럼프 대통령과 9월 UN 총회 자리에서 정상회담을 갖었다. 트럼프 대통령에게 북한의 비핵화에 대한 강력한 의지를 전달하고, 트럼프 대통령이 향후 한반도 비핵화를 해결할 수 있는 유일한 사람이라는 의견을 표명했다. 트럼프 대통령은 북한의 비핵화와 한국 전쟁 종전 선언에 대한 협상에 대해서 긍정적이라는 의견을 표명하였다. 미국 언론인 아틀렌틱에서는,기존에 6월 1차 북미 정상회담에서도 종전 선언을 하는 것을 트럼프 대통령이 북한의 김정은에게 약속을 하였으며,  비록 트럼프 대통령과 국무부에서는 한국 전쟁 종전 선언에 대해서 긍정적이지만, 미국의 국방부 쪽 담당자는 한국 전쟁 종전 선언에 대해서 조심 스러운 입장인것으로 인해서, 한국전쟁 종전 선언을 하는 것이 지연되는것임을 표명하였다.

## 정상 회담관련 사건 사고

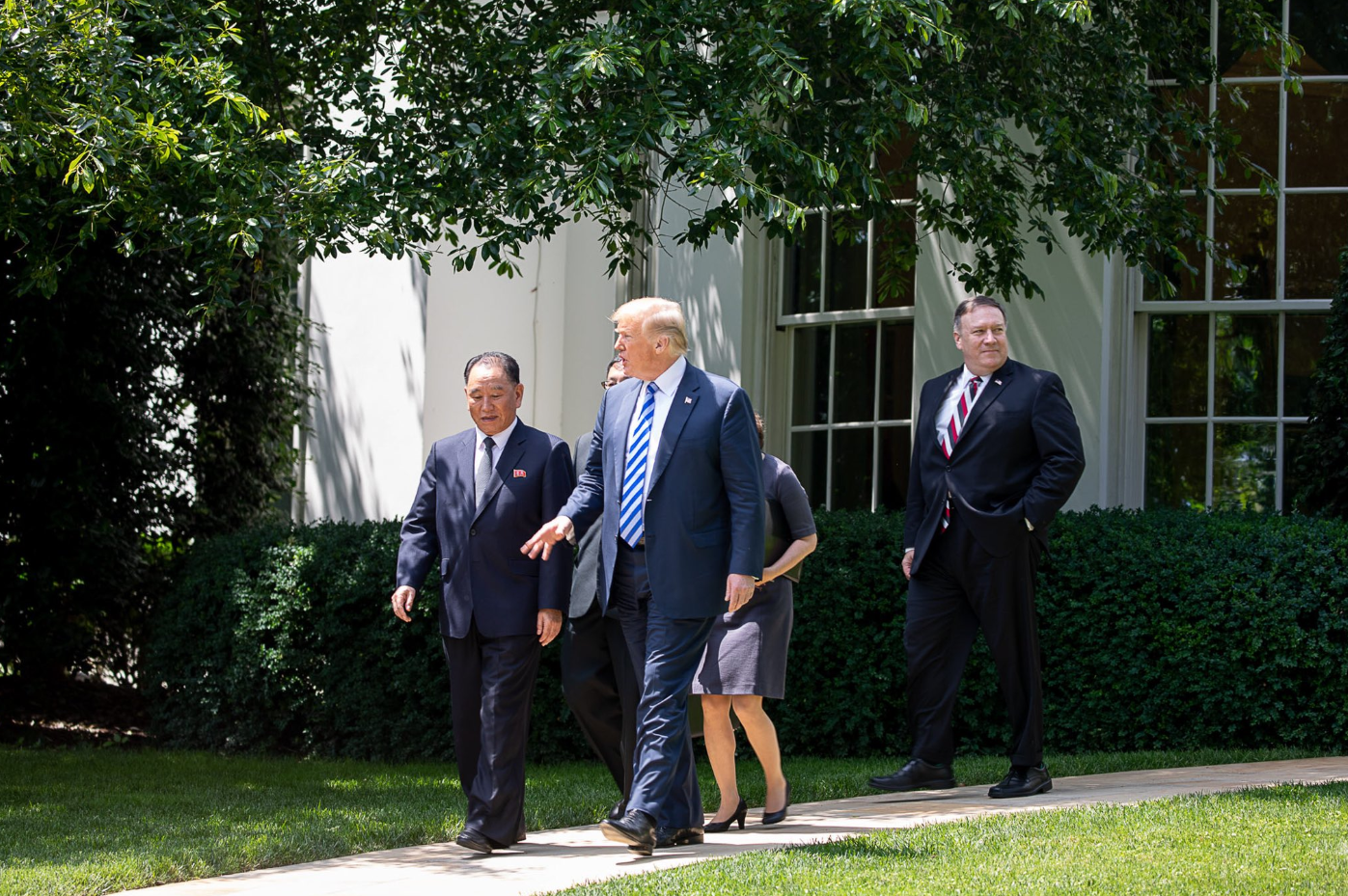
트럼프 대통령과 김영철 북한 부주석이 백악관 주변을 산책하는 모습

미국의 도널드 트럼프 대통령은 북미 정상회담 개최가 시기적으로 부적절하다면서 2018년 5월 24일 전격 취소한다고 하였다가 2018년 5월 26일에는 다시 원래 계획대로 밝혔다.

### 트럼프 대통령의 회담 취소와 복구
회담을 보름 남짓 남긴 시점에서 트럼프는 북한 측이 보인 극도의 분노와 적대심 때문에 회담이 부적절하다고 언급하며 회담을 취소하였다. 또한 북측은 정상회담 전 싱가포르에서 예정된 실무회담에도 나타나지 않았고, 미국 측에서 북측에 연락을 해도 응답이 없어, 미국 측은 이를 심각한 신뢰 부족으로 판단한 것으로 알려졌다.
이에 북한 측에서는 미국 측에 회담에 적극적인 의사를 표명하며 회담 복귀를 희망하였고, 결국 다시 예정대로 6월 12일에 회담이 이루어지게 되었다.

### 북미 정상회담 추진 중 한미 갈등 및 북미 정상회담 개최 성공

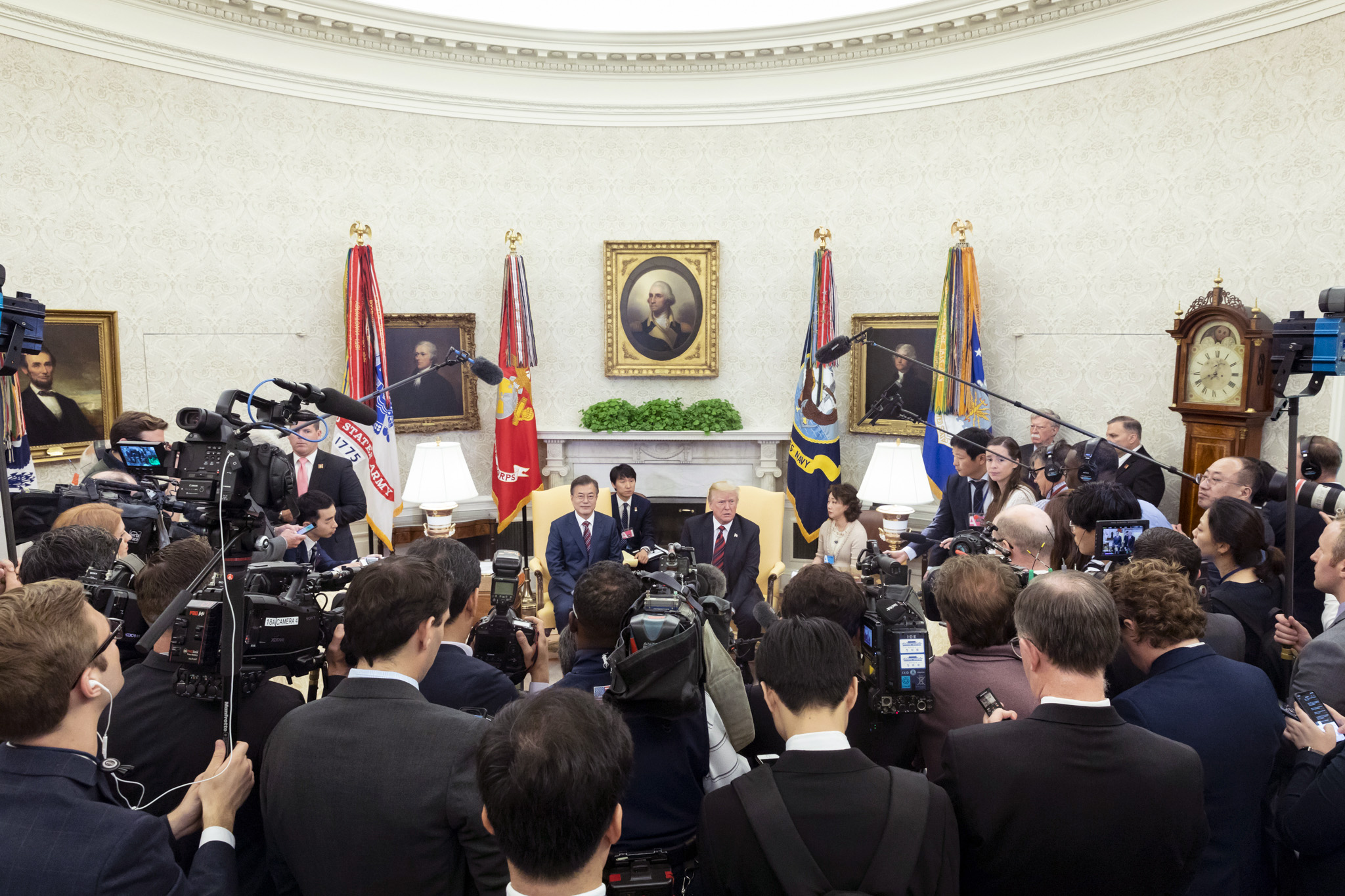
외교 결례 논란이 불거진 2018년 5월 22일 한미 정상회담

2018년 5월 19일 트럼프는 문재인의 방미 직전에 문재인에게 전화를 걸어, 조선민주주의인민공화국의 비핵화와 관련해 "왜 당신이 내게 했던 개인적인 장담과 조선민주주의인민공화국 측 얘기가 다른지" 물으며 불편한 심기를 드러냈다.
그 직후인 22일 트럼프는 한미 정상회담 차 문재인을 만난 자리에서도 굳은 표정으로 일관하였다. 또한 트럼프는 기존의 단독 회담을 일방적으로 축소하고 자신이 대부분 기자회견을 갖는 원맨쇼를 펼쳐 논란이 되기도 하였다. 트럼프는 총 28차례 질문을 받으며 기자회견을 진행했으나, 문재인에게는 단 2차례 답변 기회가 주어졌다. 그나마 문재인의 마지막 답변도 트럼프가 "내가 예전에 들었던 얘기일 거라고 확신하기 때문에 통역을 들을 필요가 없다"라며 통역을 일방적으로 끊고 회담을 마무리 하여 외교 결례 논란까지 일었다.
한미 정상회담 직후인 24일 트럼프는 6월로 예정됐던 2018년 북미정상회담의 취소를 대한민국 측에 통보도 없이 발표하였고, 청와대는 취소 소식을 트위터 등을 통해 접한 후에야 상황 파악을 하는 사태가 벌어지기도 하였다. 반면 청와대는 "미국 정부가 언론 발표와 동시에 조윤제 주미 한국대사에게 회담 취소 사실을 알렸고, 조 대사가 청와대에 보고했다"고 밝히면서 논란을 일축했다.
이후 트럼프는 다시 하루만에 북미간에 대화를 진행하고 있다고 발표하였다. 그 과정에서 뉴욕 타임스와 애틀랜틱 등의 미국 언론은 문재인 대통령이 전격적인 남북회담으로 다시 상황을 주도하기 위해서 나섰다고 지적하며, 북미정상회담의 전격 취소로 난처함을 겪었던 문재인 대통령은 다시 김정은 위원장을 만나 북미 정상회담이 재개될수 있도록 하여 한반도 운전자론이 힘을 받게 되었으며, 이로 인해서 문재인 대통령과 김정은 위원장 그리고 트럼프 대통령은 한반도 비핵화의 길을 함께 가게 되었다. 외신들은 문재인 대통령이 위기에 처하였던 북미 정상회담을 되살려내었기에, 북미 정상회담의 방파제 역할을 하였다고 평가하였다.

### 남북 간 신경전 논란
북한의 비핵화와 2018년 북미정상회담의 실질적인 절차로 이어지는 과정에서 빚어진 갈등과 북한이 일방적인 한국을 무시하여, 이전부터 있었던 코리아 패싱 논란이 재차 불거지는 일이 풍계리 핵실험장 폐쇄에 참여하는 해외 언론 명단에서 한국 언론이 참여가 보류되는 일이 발생하였다.
그러나, 이후 풍계리 핵실험장 실제 폐기하기 직전에 한국언론을 북한에서 최종적으로 다시 승인하여, 한국 언론이 북한의 풍계리 핵실험장에 폭파에 참여하였다.
북측은 한미 연합훈련인 '맥스 선더(Max Thunder)'를 강한 어조로 규탄하고, 탈북한 태영호가 북측에 대한 비판적인 언급을 이어간 것을 '천하의 인간쓰레기'라고 비난을 가하면서, 예정된 남북 고위급 회담이 일방적으로 취소되었다.
그러나, 이후 남북간 여러 채널을 통해서 의견교환과 의사소통을 교류하면서 상호 공동의 이익이 되는 경제 교류등을 논의 하였다. 이후 고위급회담(8월 13일)에 대해서 논의할 의제에 대한 의견교환이 있었다"라고 언급하였다. 즉 2018년 3차 남북정상회담이 이르면 8월 말~9월 초에 개최될 가능성이 있다고 청와대는 발표하였다. 북한의 자극을 고려하여 맥스 선더 훈련에서는 미국의 전략 폭격기인 B-52는 제외 되었다.

### 3차 북미회담 가능성
김정은 북한 국무위원장이 2월 말 하노이 북미정상회담 결렬 이후 처음으로 입장을 밝힌 자리에서 3차 회담에 대한 용의를 밝히면서도 '대화 시한'을 올해 연말로 못 박고 미국의 입장 전환을 촉구했다. 조선중앙통신은 13일 김 위원장이 전날 열린 최고인민회의 2일 차 회의에 참석해서 한 시정연설에서 "미국이 올바른 자세를 가지고 우리와 공유할 수 있는 방법론을 찾은 조건에서 제3차 조미(북미)수뇌회담을 하자고 한다면 한 번은 더 해볼 용의가 있다"고 밝혔다고 전했다. 그러나 "제재해제 문제 때문에 목이 말라 미국과의 수뇌회담에 집착할 필요가 없다는 생각을 하게 된다"며 "올해 말까지는 인내심을 갖고 미국의 용단을 기다려볼 것이지만 지난번처럼 좋은 기회를 다시 얻기는 분명 힘들 것"이라며 미국이 요구하는 이른바 '일괄타결식 빅딜'을 받아들일 수 없다는 입장을 분명히 했다.

### U.N. 안전 보장 이사회에서 미국 특사의 발언
2019년 12월 11일, 유엔 안전 보장 이사회의 유엔 특사 회의에서 미국의 특사인 켈리 크래프트는 미국이 북한과의 협상에서, 미국은 북한의 요구에 융통성 있는 대응이 가능다고 하면서 "구체적인 조치를 취할 준비" 즉, 북한과의 핵 거래의  북-미간에 상호 "균형 있는 합의"를 할 수 있는 준비가 되어 있다고 발표했다. 그러나, 켈리는,  북한이“심각하게 비 생산적인”탄도 미사일 시험을 하는 것은, 미국과의 평화 협상에 대한 문을 닫을 위험이 있다고 경고했다. 특히 캘리
크래프트는 북한이 만약 향후에“심각한 도발”을 재개한다면 U.N. 안전 보장 이사회는 최근에 북한이 탄도 미사일 시험 한것등등 모두 검토하여, 현살적이며 종합적으로 적용하여 안전 보장 이사회의에서 북한의 미사일 도발에 상응하는 조치 내용으로 “북한에 대한 적절한 추가 UN 경제 제제”할 준비가 되어 있다고 강조했다.  한편   켈리 크래프트는, 유엔 안전 보장 이사회 의장으로써, 북한과의 핵 합의에 대한 북미 간에 각각이 행하는 구체적인 엑션 아이템이 있는 병행 조치를 취하기 위해, 미국과의 협상 테이블에 북한측이 조속히 복귀 할 것을 공식적으로 요청하였다. 12월의 유엔 안전 보장 이사회 회의에서, 러시아와 중국은 미-북간의 회담에서 미국과 북한의 핵 협상은 단계적으로 북한의 비핵화 조치에 각각 상응하는 적절한 미국측의 보상책을 통하여, 진행되어야 함을 강조하였다.

## 같이 보기
- 미국-조선민주주의인민공화국 관계
- 남북정상회담
- 한국의 재통일
- 2017~2018년 조선민주주의인민공화국 위기
- 북한의 비핵화
- 판문점 선언
- 코리아 패싱
- 한반도 운전자론